# W imię nocy
W imię nocy – drugi album studyjny polskiej grupy muzycznej Artrosis. Wydawnictwo ukazało się w 1998 roku nakładem wytwórni muzycznej Morbid Noizz Productions. Jako materiał dodatkowy do płyty został dołączony teledysk do utworu "Szmaragdowa noc", prezentacja multimedialna oraz wywiad. Nagrania zostały zarejestrowane w poznańskim Hellenic Studio w 1998 roku.
Album został ponownie nagrany w lipcu i sierpniu 2000 roku we wrocławskim studiu Fonoplastykon we współpracy z producentem muzycznym Marcinem Borsem. Materiał został wydany 27 marca 2001 roku przez firmę Metal Mind Productions. Również 27 marca 2001 roku wytwórnia Metal Mind Productions wydała anglojęzyczną wersję płyty pt. In Nomine Noctis.

## Lista utworów
Opracowano na podstawie materiału źródłowego.
1. "Ukryty wymiar" (sł. Dobosz, muz. Dobosz, Niedzielski) - 09:26
2. "(" (muz. Dobosz, Niedzielski) - 02:00
3. "Na wieki wieków" (sł. Dobosz, muz. Dobosz, Niedzielski) - 04:54
4. "Hipnoza" (sł. Dobosz, muz. Dobosz, Niedzielski) - 05:19
5. "W górę" (sł. Dobosz, muz. Dobosz, Niedzielski) - 04:50
6. "Nie ma nic" (sł. Dobosz, muz. Dobosz, Niedzielski) - 06:05
7. "Crazy" (muz. Dobosz, Niedzielski) - 02:23
8. ")" (muz. Dobosz, Niedzielski) - 01:09
9. "Prośba" (sł. Dobosz, muz. Dobosz, Niedzielski) - 05:22
10. "Do zła" (sł. Dobosz, muz. Dobosz, Niedzielski) - 04:08

Utwory dodatkowe
1. "Ukryty wymiar" (utwór instrumentalny)
2. "Prośba" (utwór instrumentalny)

Utwory dodatkowe, Reedycja 2001, Metal Mind Productions
1. "Ukryty wymiar" (sł. Dobosz, muz. Stupkiewicz, Niedzielski) - 09:26
2. "Crazy" (muz. Dobosz, Niedzielski) - 02:23
3. "Hipnoza" (sł. Dobosz, muz. Dobosz, Niedzielski) - 05:19
4. "Towards the Top" (sł. Dobosz, muz. Dobosz, Niedzielski) - 04:50

| In Nomine Noctis - Edycja anglojęzyczna |
| --- |
| 1. "Hidden Dimension" (sł. Dobosz, muz. Dobosz, Niedzielski) - 09:30 2. "(" (muz. Dobosz, Niedzielski) - 02:00 3. "World Without End" (sł. Dobosz, muz. Dobosz, Niedzielski) - 04:56 4. "Hypnosis" (sł. Dobosz, muz. Dobosz, Niedzielski) - 05:17 5. "Towards The Top" (sł. Dobosz, muz. Dobosz, Niedzielski) - 04:47 6. "Nothingness" (sł. Dobosz, muz. Dobosz, Niedzielski) - 06:08 7. "Crazy" (muz. Dobosz, Niedzielski) - 02:23 8. ")" (muz. Dobosz, Niedzielski) - 01:10 9. "The Request" (sł. Dobosz, muz. Dobosz, Niedzielski) - 05:26 10. "To Evil" (sł. Dobosz, muz. Dobosz, Niedzielski) - 04:04 Bonus 1. "Prośba" (sł. Dobosz, muz. Dobosz, Niedzielski) - 05:26 2. "Ukryty wymiar" (sł. Dobosz, muz. Dobosz, Niedzielski) - 09:04 |

## Twórcy
Opracowano na podstawie materiału źródłowego.

- Magdalena "Medeah" Dobosz – śpiew
- Maciej Niedzielski – instrumenty klawiszowe
- Krzysztof Białas – gitara elektryczna
- Rafał "Grunthell" Grunt – gitara elektryczna (reedycja 2001)
- Marcin Pendowski – gitara basowa
- Zbigniew "Inferno" Promiński – perkusja (reedycja 2001; utwory 11, 12, 13)
- Marcin Bors – inżynieria dźwięku, miksowanie, mastering (reedycja 2001)
- Tomasz "Graal" Daniłowicz – opracowanie graficzne (reedycja 2001)